# Ingénieur commercial
L’ingénieur commercial, ou ingénieur de gestion, a la responsabilité de réaliser les ventes nécessaires à l’entreprise pour assurer le chiffre d’affaires. En tant qu’expert, il étudie des solutions dans le cadre de propositions techniques et financières.
Il est en contact permanent avec la clientèle. Il prospecte l’ensemble du marché potentiel, recherche de nouveaux clients et de nouveaux contrats, entretient une relation suivie avec ses clients habituels. Il vend les produits ou les prestations proposées par son entreprise. Il négocie le contrat de vente, suit son déroulement, veille au respect des engagements et à la satisfaction du client.

## Définitions
Selon les pays, la définition varie. Précisions :

### En Allemagne
L'ingénieur commercial (en allemand : Wirtschaftsingenieur) est un programme d’études interdisciplinaires composé de parties d’ingénierie et d’économie. Il combine des contenus techniques, scientifiques, économiques et souvent juridiques. Après avoir terminé ses études, le diplômé peut utiliser le titre Wirtschaftsingenieur.

### En Belgique
Un ingénieur de gestion est le titulaire d'un diplôme décerné par une université, sanctionnant des études universitaires d'une durée de cinq ans portant entre autres sur les sciences économiques appliquées, les mathématiques, les statistiques, la chimie et la physique appliquées . Ce diplôme a été créé par Ernest Solvay au début du siècle précédent dans le but de former des cadres aptes à comprendre les chimistes et a transcrire leurs besoins sur le plan économique. Aujourd'hui, les détenteurs de ce diplôme se retrouvent, la plupart du temps, dans des fonctions de dirigeants d'entreprise[réf. nécessaire]. La formation d'ingénieur de gestion/ingénieur commercial est actuellement considérée comme la formation économique, managériale et commerciale la plus complète.
Le nouveau nom du diplôme (depuis le « décret Lebrun » (1999)) est celle d'ingénieur de gestion pour les universités alors que ce titre n'est pas décerné par les hautes écoles qui, elles, offrent comme cursus le plus approchant un programme d'ingénieur commercial. L'appellation anglaise officielle (décret de Bologne) de ces diplômes belges francophones est de « Master of Science in Business Engineering (= M.S. in Business Engineering) » pour les universités et de "Master's Degree in Business Engineering" pour les hautes écoles. En Belgique, il existe en parallèle de l'ingéniorat, des études de master en 'sciences de gestion' (= M.S. in Management), qui elles ne comportent pas de cours de chimie, de physique et autres sciences appliquées. C'est pourquoi et afin d'éviter toute confusion, le 'master en ingénieur (ingéniorat) de gestion', doit logiquement être traduit en anglais par "Master of Science in Business Engineering" étant donné la présence de cours scientifiques, mais aussi une teneur et une approche plus poussées par rapport aux MS in Management traditionnels dans des enseignements mathématiques tels que l'économétrie et les méthodes quantitatives (de gestion), les statistiques, la théorie actuarielle (science de l'assurance) et bancaire, l'ingénierie et la modélisation financières, l'analyse et finance de marché(s), l'informatique de gestion (ICT, business computing intelligence) (spécialité offerte uniquement par l'Université de Namur), la recherche opérationnelle, la gestion de la chaîne logistique, le management industriel et de la production, la logistique ou encore le management environnemental. Peut-être un peu moins concrets et opérationnels que l'ingéniorat de gestion dispensé uniquement en Belgique (au niveau des pays francophones), les MS in Management belges (masters en sciences de gestion ou masters en gestion de l'entreprise, équivalents aux masters français ès administration des affaires/entreprises, in management ou grande école de commerce), sont en général plutôt orientés et spécialisés vers d'autres disciplines économiques (financières, managériales, commerciales et de gestion) telles qu'entre autres, le management et commerce internationaux, le marketing, la finance d'entreprise, l'entrepreneuriat, le contrôle de gestion, la comptabilité (expertise comptable et révisorat) et fiscalité, la gestion du personnel et des compétences (gestion des ressources humaines), le management général et stratégique des entreprises (débouchant sur des activités de conseil et consultance) ou l'économie sociale non profitable (à but non lucratif).
Dans le cadre du décret de Bologne et de l'harmonisation de la structure des études et des diplômes ('Bac-Master-Doc' en Belgique, 'LMD' en France), les études de gestion en Belgique menant aux titres de master en sciences de gestion (120 ECTS)(université), de master en gestion de l'entreprise (en haute école), d'ingénieur de gestion (université) ou d'ingénieur commercial (en haute école), s'étalent sur 5 années et se divisent en 2 étapes :
1. Le Baccalauréat ou Bac (3 ans, 180 crédits ECTS) correspondant au niveau 'undergraduate' (appelé 'College' aux États-Unis).
2. Le Master (2 ans, 120 crédits ECTS) correspondant au niveau 'graduate' dans les pays anglo-saxons. En Belgique, les anciens 3e cycles DEA (dipl. d'études approfondies) et DES (dipl. d'études spécialisées) sont intégrés dans la 2e année de master. En Belgique, les étudiants ont en outre la possibilités de choisir lors de ce master2 une finalité didactique, les préparant à l'enseignement secondaire supérieur et leur délivrant l'agrégation (AESS) à cet enseignement dans les matières les concernant (ex. Sciences économiques et comptabilité + éventuellement et secondairement les maths, l'informatique et les sciences sociales pour le titulaire du 'Master didactique en économie, gestion ou ingéniorat de gestion'). Comme vous le comprendrez aisément et à la différence d'un MBA, pour pouvoir avoir accès à un MS in Management/MS in Economics/MS in Business Engineering, il faut préalablement disposer d'un baccalauréat (3 ou 4 ans, min 180 crédits ECTS) obtenu après minimum 3 années d'études de niveau universitaire réussies (respectivement: BS in Management/BS in Economics/BS in Business Engineering) ou d'un équivalent européen (Licence en France, Bachelier universitaire académique en Suisse et en Belgique, etc.).

Pour les étudiants désirant poursuivre une carrière académique (recherche et/ou enseignement universitaire), il est recommandé de choisir la finalité approfondie du master (MPhil), voire de choisir l'une ou l'autre finalité spécialisée. Celles-ci peuvent mener à la rédaction et à la soutenance d'une thèse doctorale conférant le grade final de Docteur (exemple : PhD in Economics, PhD in Finance, PhD in Management, PhD in International Business, PhD in Marketing, PhD in Operational Research, etc).
Le Wirtschaftsingenieur (Allemagne) et l'ingegnere gestionale (Italie) sont les équivalents de l'« ingénieur de gestion » belge (Handelsingenieur en néerlandais). En revanche, le Diplom Kaufmann allemand qui a étudié la Betriebwirtschaftslehre (économie et gestion d'entreprise) peut être considéré comme l'équivalent du MS in Management (sciences de gestion en Belgique, programme grande école en France). La Saïd Business School (école de management de l'Université d'Oxford en Angleterre) offre, en collaboration avec la faculté d'ingénierie d'Oxford, deux formations (joint programmes) similaires à l'ingéniorat de gestion (business engineering) belge : MEng in Engineering, Economics & Management et MEng in Materials, Economics & Management.
En Belgique francophone, les institutions décernant le diplôme d'ingénieur de gestion (BS+MS in Business Engineering) sont la Solvay Brussels School of Economics and Management (ex-Solvay Business School), rattachée à l'Université libre de Bruxelles, la Louvain School of Management, dépendante et constituée de la faculté d'économie et du département de sciences de gestion de l'Université catholique de Louvain, la faculté de Sciences économiques, sociales et de gestion de l'Université de Namur, la Faculté Warocqué des Sciences Économiques et de gestion de l'Université de Mons et HEC-École de Gestion de l'ULg (Université de Liège). Concernant les Hautes Ecoles, seules deux délivrent le Master Ingénieur commercial en Belgique francophone : L'Institut Catholique des Hautes Études Commerciales (ICHEC) et la Haute Ecole Francisco Ferrer à Bruxelles.
Au niveau flamand, il n'y a pas de distinction (université - haute école) par rapport à la dénomination du diplôme. Son appellation reste donc "Master of Science in Business Engineering" ou "Master of Engineering in Business" en anglais.
Un ingénieur commercial/de gestion doit être avant tout considéré comme un économiste (généraliste au sens de gestionnaire) de haut niveau (universitaire), doté d'excellentes capacités à communiquer (dans sa propre langue, tout comme dans plusieurs autres étrangères) et ayant de larges affinités et une ouverture sur le monde scientifique et les domaines techniques. Au terme de ces études (très complètes à tous les niveaux : commercial, économique, financier, entrepreneurial, mathématique, scientifique, international, social, juridique voire politique), le jeune diplômé est confronté à un très large éventail de débouchés allant à titre d'exemples de l'institution bancaire ou du cabinet de conseil à l'industrie pharmaceutique, en passant par la fonction publique et les ministères, les professions de réviseur d'entreprises, de (ingénieur) technico-commercial, l’analyse financière et boursière, les instituts de statistique, l’expertise économique, le développement écologique, l'enseignement ou l'aide humanitaire.
Hommes d'affaires célèbres diplômés « ingénieur commercial/de gestion » :
Bruno Colmant (Solvay Brussels School of Economics & Management, Université Libre de Bruxelles; CEO NYSE-Euronext Brussels), Didier Bellens (Solvay School, ULB; CEO Belgacom), John Elkann-Agnelli (Politechnico Torino, PDG FIAT), Jean-Paul Philippot (Solvay School, ULB; CEO RTBF), Pierre Lagrange (Solvay School, ULB; Gérant de fonds & CEO, GLG Partners).

### En France
En France, le terme d'ingénieur commercial désigne la fonction de vendeur expert sur ses solutions.
Un ingénieur commercial ou ingénieur d'affaires est une fonction faisant partie de la force de vente qui n'a rien à voir avec le titre réglementé d'ingénieur délivré par les Grandes Écoles. L'ingénieur commercial ne met pas en œuvre les talents scientifiques et techniques de l'ingénieur et il ne possède pas une vision globale touchant aux différentes problématiques entrepreunariales. Il s'agit avant tout d'un vendeur qui est jugé sur son chiffre d'affaires.
En tant que vendeur, il a la responsabilité de réaliser les ventes nécessaires à l'entreprise pour assurer le chiffre d'affaires. En tant qu'expert, il étudie et propose des solutions techniques et financières.
Il est en contact permanent avec la clientèle. Il prospecte l'ensemble du marché potentiel, recherche de nouveaux clients et de nouveaux contrats, entretient une relation suivie avec ses clients habituels. Il vend les produits ou les prestations proposées par son entreprise. Il négocie le contrat de vente, suit son déroulement, veille au respect des engagements et à la satisfaction du client. Pour adapter au mieux son offre à la demande et pour trouver de nouveaux débouchés, il est à l'écoute des utilisateurs. Il détecte, cerne et analyse leurs besoins. Il peut ainsi conseiller les clients, et, au sein de son entreprise, participer à l'élaboration du cahier des charges d'un nouveau produit ou, plus généralement, à la définition de la politique commerciale.
Il peut être amené à animer une équipe de commerciaux, à traiter les questions techniques pointues et à collaborer avec un ingénieur technico-commercial.
Son salaire est d'environ 30 000 à 35 000 € brut annuel pour un débutant et peut aller jusqu'à plus de 50 000 € brut annuel pour un ingénieur commercial expérimenté.
Responsable grands comptes : le salaire moyen du commercial Grands Comptes en France est de 63 000 euros bruts annuels, dont 14 600€ de variable. En début de carrière, leur salaire moyen est de 40 000€ et monte jusqu'à 75 000€ par an pour les Key Account Manager les plus expérimentés.
Rattaché à la direction commerciale, il travaille en liaison étroite avec les différents services de son établissement (marketing, études, production, maintenance ou après-vente).

## Principes déontologiques
Parmi les principes déontologiques figure l’indépendance de jugement de l’ingénieur commercial. Celle-ci repose notamment sur son intégrité, sa probité, son impartialité et son objectivité. Quelles que soient les pressions économiques qui peuvent peser sur lui, l’ingénieur commercial doit prendre en compte tous les critères qui font que la proposition commerciale sera pertinente, y compris les critères de maîtrise des risques dont la sécurité pour le client.
En particulier, les objectifs de chiffre d’affaires fixés aux ingénieurs commerciaux peuvent les entraîner à vendre des prestations ou des produits qui ne sont pas adaptés au besoin du client et qui peuvent, à l’extrême, créer des risques pour le client.